# Primer ministro de Mozambique
El primer ministro de la República de Mozambique (en portugués: primeiro-ministro da República de Moçambique) ejerce el cargo de jefe de Gobierno de su país. El cargo fue creado en 1974 durante la última etapa de dominio portugués, pero con la creación de la República Popular de Mozambique, ya independiente, el cargo fue abolido hasta 1986 cuando fue retomado. Desde su creación hasta la actualidad el puesto ha sido ocupado por miembros del FRELIMO. 
El actual primer ministro es Maria Benvinda Levy quien accedió al cargo el 15 de enero de 2025 bajo la presidencia de Daniel Chapo. 

## Características

### Elegibilidad
Según la constitución del país, es responsabilidad del presidente de la República la designación y cese del primer ministro (artículo 160). Este no podrá ser miembro de la Asamblea de la República. 

### Mandato
Su mandato queda a voluntad del presidente ante el que es responsable (artículo 160) no obstante la Asamblea de la República puede forzar la dimisión del Gobierno (en el que hay responsabilidad coletiva de sus acciones) si rechaza en dos ocasiones el programa del gobierno (artículo 159).
No obstante el presidente tiene preeminencia sobre la Asamblea puede hacer caso omiso al voto de censura de la cámara y puede nombrar al primer ministro sin mayoría parlamentaria.

### Facultades constitucionales
El primer ministro, según el artículo 205, deberá asistir al presidente de la República en la elaboración del programa de Gobierno; asesorar al presidente de la República en la creación de ministerios y comisiones ministeriales, así como en el nombramiento de los miembros del Gobierno y de otros secretarios de estado. Así mismo elaborar el plan de trabajo del Gobierno y presentarlo al presidente de la República; garantizar la ejecución por los miembros del Gobierno de las decisiones adoptadas por los órganos del Estado; presidir las reuniones del Consejo de Ministros que traten de la aplicación de las políticas definidas y de otras decisiones, salvo al tratar las políticas del Gobierno que serán sesiones dirigidas por el presidente de la República (artículo 202). También el primer ministro es el encargado de coordinar y controlar la actividad de los ministerios y de otras instituciones gubernamentales; y, supervisar el funcionamiento técnico y administrativo del Consejo de Ministros. (artículo 205)
En relación con la Asamblea de la República, el primer ministro y los ministros tendrán derecho a asistir a las sesiones plenarias de la Asamblea de la República y tendrán derecho a voz, de conformidad con el Reglamento. Además será obligatoria la asistencia del miembro o miembros del Gobierno que hayan sido convocados (artículo 199). En este mismo sentido, el primer ministro podrá presentar a la Asamblea de la República el programa del Gobierno, el proyecto de Plan Económico y Social y el proyecto de Presupuesto del Estado; presentar informes sobre la ejecución del Gobierno; y expresar las posiciones del Gobierno ante la Asamblea de la República (artículo 206).
El primer ministro también será miembro del Consejo de Estado que asesora al presidente sobre la disolución de la Asamblea de la República, la declaración del estado de guerra, del estado de sitio o del estado de excepción, la celebración de referendos y la convocatoria de elecciones generales (artículo 166)

### Inmunidad
Ningún miembro del Gobierno podrá ser arrestado o detenido sin permiso del presidente de la República, a menos que sea aprehendido en flagrancia de un delito grave que lleve aparejada una pena de prisión mayor. En caso de que se inicie un proceso penal contra un miembro del Gobierno y éste haya sido acusado definitivamente, el presidente de la República resolverá sobre su suspensión a los efectos del proceso, y la decisión de suspensión será obligatoria cuando se trate de un delito del tipo a que se refiere el párrafo anterior (artículo 211).

## Lista de primeros ministros (desde 1974)
| #                                                             | Nombre                           | Nombre                      | Nombre                                | Inicio                   | Final                   | Partido | Elecciones                                       | Presidente                                       | Presidente                                       |
| ------------------------------------------------------------- | -------------------------------- | --------------------------- | ------------------------------------- | ------------------------ | ----------------------- | ------- | ------------------------------------------------ | ------------------------------------------------ | ------------------------------------------------ |
| Estado de Mozambique (1972-1975)                              |                                  |                             |                                       |                          |                         |         |                                                  |                                                  |                                                  |
| -                                                             |                                  |                             | Joaquim Chissano (n. 1939)            | 20 de septiembre de 1974 | 25 de junio de 1975     | FRELIMO | Gobierno de Transición previo a la independencia | Gobierno de Transición previo a la independencia | Gobierno de Transición previo a la independencia |
| República Popular de Mozambique (1975-1990)                   |                                  |                             |                                       |                          |                         |         |                                                  |                                                  |                                                  |
| Puesto abolido del 25 de junio de 1975 al 17 de julio de 1986 |                                  |                             |                                       |                          |                         |         |                                                  |                                                  |                                                  |
| 1.º                                                           |                                  |                             | Mário da Graça Machungo (1940-2020)   | 17 de julio de 1986      | 1 de diciembre de 1990  | FRELIMO | [ 4 ]                                            |                                                  | Samora Machel (1975-1986)                        |
| 1.º                                                           | Buró Político del FRELIMO (1986) |                             | Mário da Graça Machungo (1940-2020)   | 17 de julio de 1986      | 1 de diciembre de 1990  | FRELIMO | [ 4 ]                                            |                                                  |                                                  |
| 1.º                                                           | Joaquim Chissano (1986-1990)     |                             | Mário da Graça Machungo (1940-2020)   | 17 de julio de 1986      | 1 de diciembre de 1990  | FRELIMO | [ 4 ]                                            |                                                  |                                                  |
| República de Mozambique (desde 1990)                          |                                  |                             |                                       |                          |                         |         |                                                  |                                                  |                                                  |
| 1.º                                                           |                                  |                             | Mário da Graça Machungo (1940-2020)   | 1 de diciembre de 1990   | 16 de diciembre de 1994 | FRELIMO | [ 6 ]                                            |                                                  | Joaquim Chissano (1990-2005)                     |
| 2.º                                                           |                                  |                             | Pascoal Mocumbi (1941-2023)           | 16 de diciembre de 1994  | 17 de febrero de 2004   | FRELIMO | [ 6 ]                                            |                                                  | Joaquim Chissano (1990-2005)                     |
| 3.º                                                           |                                  |                             | Luisa Dias Diogo (n. 1958)            | 17 de febrero de 2004    | 16 de enero de 2010     | FRELIMO | [ 6 ]                                            |                                                  | Joaquim Chissano (1990-2005)                     |
| 3.º                                                           |                                  | Armando Guebuza (2005-2015) | Luisa Dias Diogo (n. 1958)            | 17 de febrero de 2004    | 16 de enero de 2010     | FRELIMO | [ 6 ]                                            |                                                  |                                                  |
| 4.º                                                           |                                  |                             | Aires Ali (n. 1955)                   | 16 de enero de 2010      | 8 de octubre de 2012    | FRELIMO | [ 6 ]                                            |                                                  |                                                  |
| 5.º                                                           |                                  |                             | Alberto Vaquina (n. 1961)             | 8 de octubre de 2012     | 15 de enero de 2015     | FRELIMO | [ 6 ]                                            |                                                  |                                                  |
| 6.º                                                           |                                  |                             | Carlos Agostinho do Rosário (n. 1954) | 15 de enero de 2015      | 3 de marzo de 2022      | FRELIMO | [ 6 ]                                            |                                                  | Filipe Nyusi (2015-2025)                         |
| 7.º                                                           |                                  |                             | Adriano Maleiane (n. 1949)            | 3 de marzo de 2022       | en el cargo             | FRELIMO | [ 6 ]                                            |                                                  | Filipe Nyusi (2015-2025)                         |
| 8.º                                                           |                                  |                             | Maria Benvinda Levy (n. 1969)         | 15 de enero de 2025      | en el cargo             | FRELIMO | [ 6 ]                                            |                                                  | Daniel Chapo (2025- )                            |